# Pago del Vallo di Lauro
Pago del Vallo di Lauro là một đô thị (comune) thuộc tỉnh Avenllino trong vùng Campania của Ý. Pago del Vallo di Lauro có diện tích 4 km2, dân số là 1888 người (thời điểm ngày 1 tháng 5 năm 2009).